# مین وو هیوک
مین وو هیوک (کره‌ای: 민우혁؛ زادهٔ ۱۸ سپتامبر ۱۹۸۳) بازیگر، خواننده و مدل اهل کره جنوبی است.

## زندگی شخصی
مین وو هیوک با بازیگر لی سه می در سال ۲۰۱۲ ازدواج کرد. آنها یک پسر به نام پارک یی دون (۲۰۱۵) و یک دختر به نام پارک یی اوم (۲۰۲۰) دارند.

## فیلم‌شناسی

### مجموعه تلویزیونی
| سال  | عنوان             | نقش          | توضیحات               | منابع |
| ---- | ----------------- | ------------ | --------------------- | ----- |
| ۲۰۱۲ | سرزمین مقدس       | هوانگ سوک گو |                       | [ ۳ ] |
| ۲۰۱۲ | هزارمین مرد       | هان دونگ ایل |                       | [ ۴ ] |
| ۲۰۱۲ | دادستان خون‌آشام ۲ | کیم جین ها   | فصل ۲                 | [ ۵ ] |
| ۲۰۱۸ | سومین افسون       | شین هو چول   |                       | [ ۶ ] |
| ۲۰۱۹ | نواقص عشق         | جو وون جه    |                       | [ ۷ ] |
| ۲۰۲۲ | اگه آرزوتو بگی    | پیو گیو ته   | حضور افتخاری (قسمت ۴) | [ ۸ ] |

### ورایتی شو
| سال       | عنوان                  | نقش         | منابع         |
| --------- | ---------------------- | ----------- | ------------- |
| ۲۰۱۶      | ویدئو استار: فصل ۱     | خودش        | [ ۹ ]         |
| ۲۰۱۶      | لایف بار               | خودش        | [ ۱۰ ]        |
| ۲۰۱۷      | مستر هاوس هازبند       | هاوس هازبند | [ ۱۱ ]        |
| ۲۰۱۸      | هپی توگدر              | خودش        | [ ۱۲ ]        |
| ۲۰۲۰      | بازگشت سوپرمن          | خودش        | [ ۱۳ ]        |
| ۲۰۲۰      | پادشاه خواننده نقابدار | شرکت کننده  | [ ۱۴ ]        |
| ۲۰۲۱–۲۰۲۲ | دی‌آی‌ام‌اف موزیکال استار | داور        | [ ۱۵ ] [ ۱۶ ] |